# Força Aérea e Antiaérea do Exército Popular da Coreia
A Força Aérea e Antiaérea do Exército Popular da Coreia (FAAEPC; em coreano: 조선 인민군 항공 및 반항 공군; hanja: 朝鮮人民軍 航空 및 反航空軍; transl. Chosŏn-inmin'gun hangkong mit banhangkong'gun) ou simplesmente Força Aérea do Exército Popular da Coreia (FAEPC), é a força de aviação militar unificada da Coreia do Norte. É o segundo maior ramo do Exército Popular da Coreia, compreendendo um número estimado de 110 000 militares. Possui cerca de 950 aeronaves de diferentes tipos, principalmente de origem soviética e chinesa de algumas décadas atrás. Sua principal tarefa é defender o espaço aéreo norte-coreano.

## História
A Força Aérea e Antiaérea do Exército Popular da Coreia começou como a "Sociedade de Aviação Coreana" em 1945. Foi organizado nos moldes dos clubes de aviação da União Soviética. Em 1946, a sociedade se tornou uma organização militar e uma divisão de aviação do Exército Popular da Coreia (EPC). Tornou-se um ramo do exército de direito próprio em novembro de 1948. A FAEPC incorpora grande parte das táticas aéreas soviéticas originais, bem como a experiência norte-coreana dos bombardeamentos da ONU durante a Guerra da Coreia.
A FAEPC ocasionalmente se deslocou para o exterior. Ela implantou um esquadrão de caças no Vietnã do Norte durante a Guerra do Vietnã. Kim Il-sung teria dito aos pilotos norte-coreanos "que lutassem na guerra como se o céu vietnamita fosse deles".
Em 15 de abril de 1969, caças MiG-21s da FAEPC derrubaram um Lockheed EC-121 Warning Star em águas internacionais, no Mar do Japão.
Em 1973, um voo norte-coreano de MiG-21s foi deslocado para Bir Arida para ajudar a defender o sul do Egito durante a Guerra do Yom Kippur.
Em 1990-91, a Coreia do Norte ativou quatro bases aéreas avançadas perto da Zona Desmilitarizada da Coreia.

## Organização

### Capacidades
A FAEPC opera uma ampla gama de aeronaves de caça e ataque. A Coreia do Norte é uma das poucas nações que ainda opera os caças obsoletos MiG-17, MiG-19, MiG-21 e MiG-23, mas opera caças MiG-29 mais modernos e razoavelmente mais capazes. O caça mais numeroso da FAEPC é o MiG-21, que é um tanto obsoleto, mas ainda assim um adversário digno no combate ar-ar, se mantido adequadamente e tripulado por pilotos experientes. Uma avaliação feita por analistas norte-americanos da GlobalSecurity.org relatou que a força aérea "tem uma capacidade marginal para defender o espaço aéreo norte-coreano e uma capacidade limitada de conduzir operações aéreas contra a Coreia do Sul".
A Coreia do Norte opera uma ampla variedade de equipamentos de defesa aérea, desde MANPADS de curto alcance 9K34 Strela-3 e 9K38 Igla e metralhadoras pesadas ZPU-4, até sistemas de longo alcance SA-5 Gammon e Pon'gae-5 SAM e armas de artilharia AA de grande calibre.[carece de fontes?] A Coreia do Norte tem uma das redes de defesa aérea mais densas do mundo.[carece de fontes?]  Bombardeiros Beagle Ilyushin Il-28 fornecem uma plataforma de ataque de médio alcance, apesar de serem geralmente obsoletos. Uma grande parte das aeronaves de ataque ao solo são mantidas em hangares fortemente fortificados, alguns dos quais são capazes de resistir a uma explosão nuclear próxima. A capacidade furtiva é conhecida na FAEPC através da pesquisa em pintura absorvente de radiação (camuflagem de aeronave).
Foi notado que a Força Aérea da Coreia do Norte opera alguns helicópteros MD 500 que foram exportados para a Coreia do Norte por mercadores alemães através de navios soviéticos. Vários deles foram vistos equipados com mísseis antitanque soviéticos AT-3 durante um desfile militar comemorativo dos 60 anos do armistício da Guerra da Coreia. Mais tarde, eles fizeram outra aparição pública no Festival Aéreo de Wonsan, no qual foram vistos exibindo o novo esquema de pintura de camuflagem verde que também foi incorporado nos An-2s e Mi-17s que também foram exibidos no show aéreo.
A FAEPC possui munições guiadas de precisão, como Kh-25 e Kh-29, mísseis ar-terra ao longo de pods de interferência, como SPS-141 para supressão de SAM.

## Efetivo
De 1978 a 1995, o General Jo Myong-rok foi o comandante da Força Aérea. Em outubro de 1995, ele foi promovido a vice-marechal e nomeado Chefe do Bureau Político Geral do EPC e membro do Comitê Militar Central do Partido dos Trabalhadores da Coreia. Seu lugar como comandante da Força Aérea foi ocupado pelo Coronel-General O Kum-chol.

### Horas de voo anuais

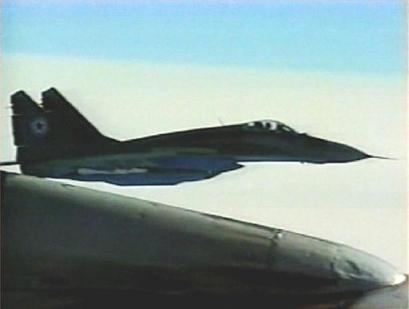
Rara imagem, tirada em 2003, de um MiG-29 norte-coreano

O número de horas de voo anuais por piloto é, como quase todos os outros aspectos do FAEPC, muito difícil de estimar. A maioria das fontes sobre o assunto se abstém de fornecer números concretos, mas todas elas estimam a média anual de horas de voo por piloto como sendo de 'baixa' a 'muito baixa'. O número de horas de voo de voo é muito importante para estimar a habilidade e experiência individuais dos pilotos de uma força aérea: mais horas de voo anuais sugere pilotos melhor treinados. A maioria das estimativas apresenta um quadro bastante sombrio: horas de voo anuais por piloto da FAEPC seriam de apenas 15 ou 25 horas por piloto a cada ano — comparável às horas de voo das forças aéreas nos ex-países soviéticos no início dos anos 1990. Em comparação, a maioria dos pilotos de caça da OTAN voam pelo menos 150 horas por ano. O treinamento em solo, tanto em salas de aula, em aeronaves de instrução ou em um simulador de voo, só pode substituir "a coisa real" até certo ponto, e o baixo número jatos de treino modernos no arsenal da FAEPC aponta para um tempo de voo muito modesto para a formação de novos pilotos.
Existem várias explicações possíveis para as baixas horas de voo anuais: preocupação com o envelhecimento do equipamento, escassez de peças sobressalentes — especialmente para as aeronaves mais antigas — dificuldades com fuselagens desgastadas, medo de deserção e a escassez de combustível são fatores contribuintes. É muito provável, entretanto, que alguns pilotos e regimentos de 'elite' recebam consideravelmente mais horas de voo. Especialmente aqueles equipados com aeronaves modernas e com tarefas de defesa interna — como o 57.º regimento voando MiG-29s e o 60.º regimento voando MiG-23s — estão recebendo várias vezes a média de horas de voo anuais por piloto; no entanto, o envelhecimento do equipamento, a escassez de combustível e a crise econômica geral na Coreia do Norte também afetarão esses regimentos e manterão suas horas de voo anuais baixo em comparação com as horas de voo anuais da OTAN.[carece de fontes?]
A Agence France-Presse informou em 23 de janeiro de 2012 que a FAEPC havia realizado mais treinamento de voo do que a média em 2011.
O The Chosun Ilbo relatou em 29 de março de 2012 que a FAEPC havia aumentado drasticamente o número de voos para 650 por dia.
O Tongil News informou em 20 de julho de 2013 que os caças e helicópteros da FAEPC realizaram 700 viagens — deslocamentos ou envios de uma unidade militar, seja uma aeronave, navio ou tropas, a partir de um ponto forte — por dia durante 11 dias, conforme relatado por uma fonte do governo sul-coreano em 13 de março, após o exercício militar Key Resolve ter começado em 11 de março. 700 horas de viagens é considerado pelos militares dos Estados Unidos como a capacidade de travar uma guerra total.

## Aeronaves

### Aeronaves atuais
| Aeronave             | Origem                       | Tipo                       | Variante            | Em serviço          | Notas |                     |
| Aeronave de combate  | Aeronave de combate          | Aeronave de combate        | Aeronave de combate | Aeronave de combate | Aeronave de combate | Aeronave de combate |
| -------------------- | ---------------------------- | -------------------------- | ------------------- | ------------------- | --- | ------------------- |
| MiG-29               | Rússia                       | Multiuso                   | MiG-29A/SE/UB       | 35                  | O número em serviço pode ser maior devido à produção local; foi obtida uma licença para produzir estes aviões em 1987                                                                                  |                     |
| MiG-21               | União Soviética              | Caça                       | -bis                | 26                  | |                     |
| Chengdu J-7          | República Popular da China   | Caça                       | F-7                 | 120                 | MiG-21 (Produção licenciada) |                     |
| MiG-23               | União Soviética              | Caça-bombardeiro           | MiG-23ML            | 56                  | |                     |
| Sukhoi SU-7B         | União Soviética              | Caça-bombardeiro           |                     | 18                  | |                     |
| Sukhoi Su-25         | União Soviética              | Ataque                     | -K/UBK              | 34                  | |                     |
| Nanchang Q-5         | República Popular da China   | Ataque                     |                     | 40                  | |                     |

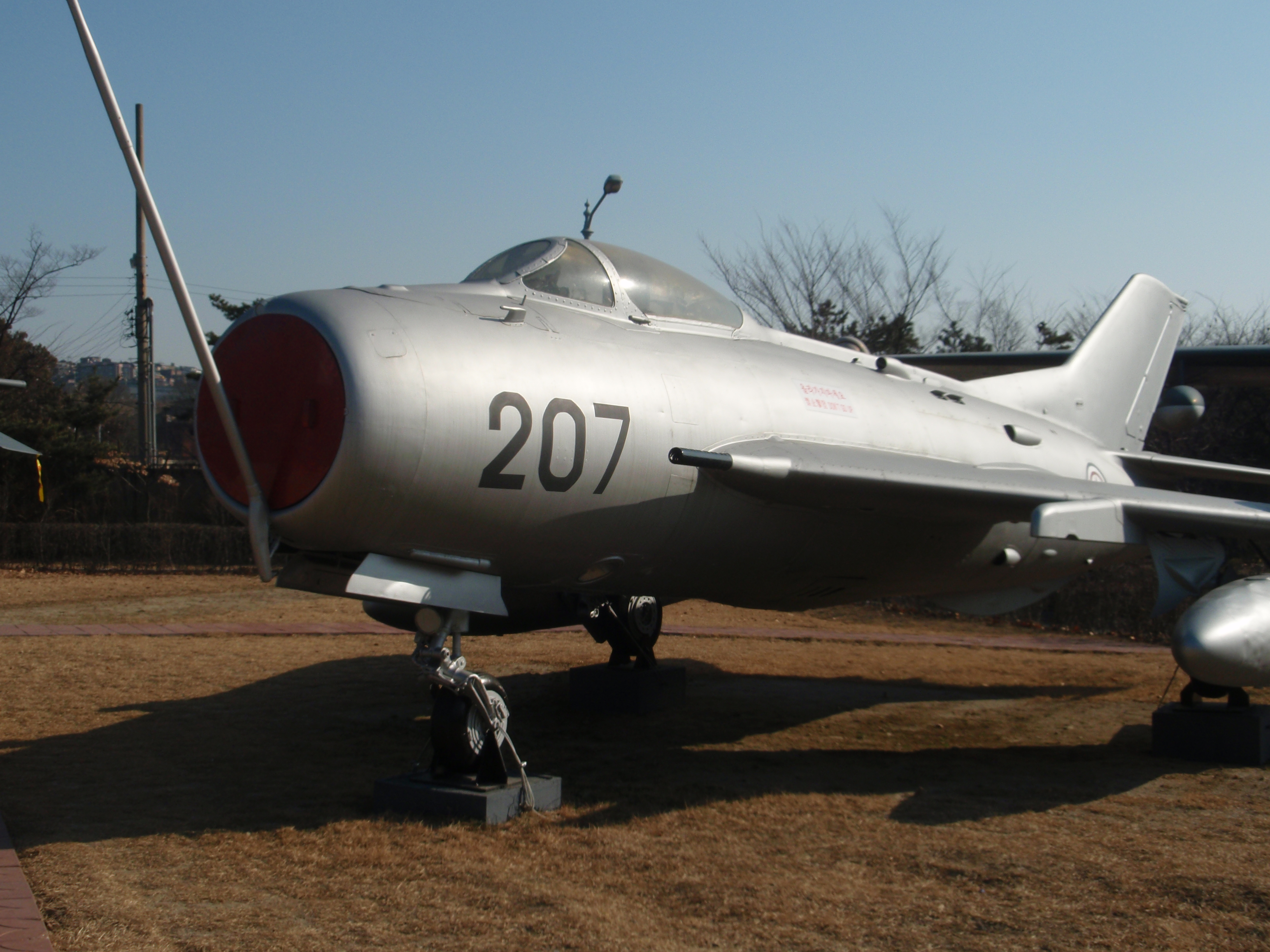
Shenyang J-6 norte-coreano

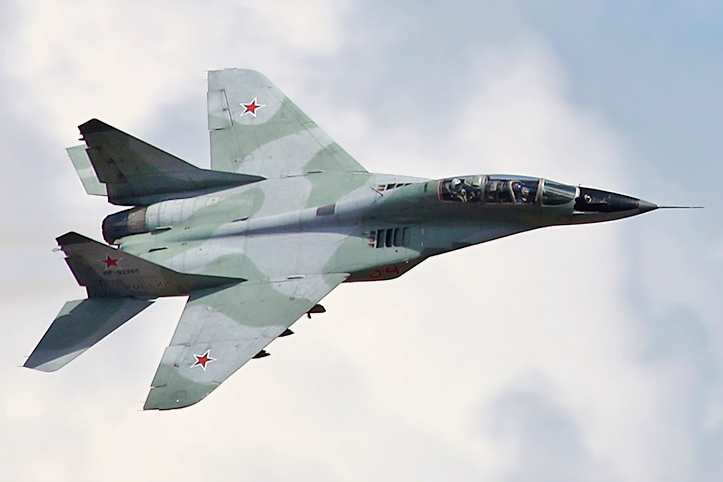
Um MiG-29 semelhante a este é usado pela Coreia do Norte

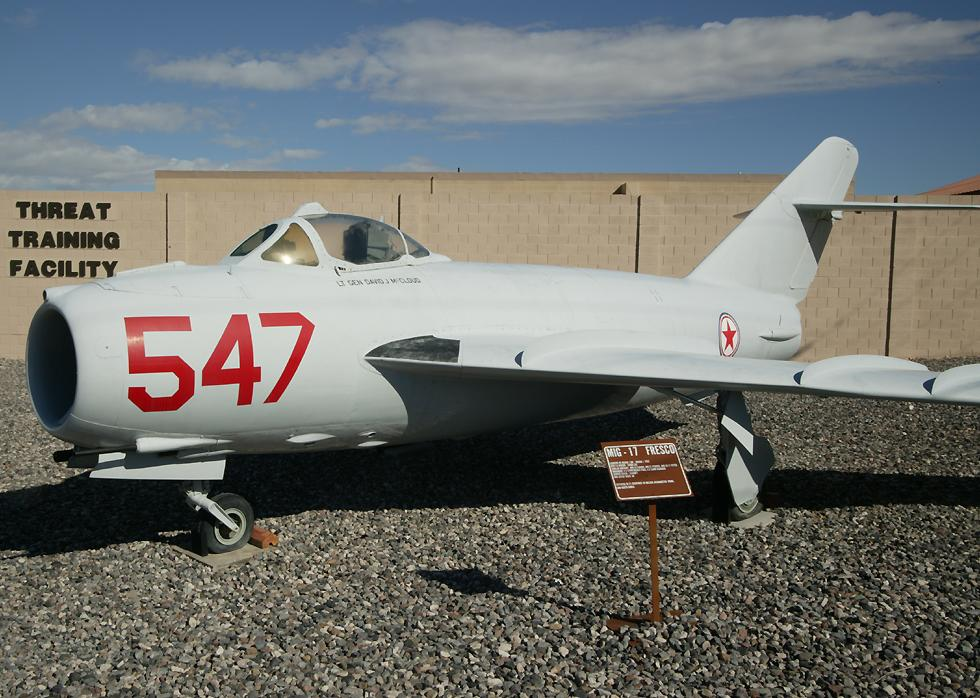
Um Lim-5 indonésio em exposição nos Estados Unidos com marcações norte-coreanas

| Ilyushin Il-28       | União Soviética              | Bombardeiro médio          | H-5                 | 80                  | H-5 de variante chinesa. Entregue pela China e pela União Soviética de 1950 a 1970. Muito provavelmente tem a capacidade de lançar mísseis de cruzeiro P-15 Termit e Kumsong-3 lançados por via aérea. |                     |
| Shenyang F-5         | República Popular da China   | Caça                       |                     | 106                 | Derivado do MiG-17 |                     |
| Shenyang J-6         | República Popular da China   | Caça                       | F-6                 | 97                  | MiG-19 (Produção licenciada) |                     |
| Transporte           |                              |                            |                     |                     | |                     |
| PAC P-750            | Nova Zelândia                | Transporte                 |                     | 3                   | Exportado ilegalmente através da China |                     |
| Ilyushin Il-18       | União Soviética              | Transporte                 |                     | 1                   | |                     |
| Antonov An-24        | União Soviética              | Transporte pesado          |                     | 1                   | |                     |
| Ilyushin Il-76       | União Soviética              | Transporte pesado          |                     | 3                   | |                     |
| Helicópteros         |                              |                            |                     |                     | |                     |
| MD 500               | Estados Unidos               | Utilitário leve            |                     | 84                  | Obtido ilegalmente ao contornar os controles de exportação dos EUA |                     |
| PZL Mi-2             | República Popular da Polónia | Utilitário                 |                     | 47                  | |                     |
| Mil Mi-8             | União Soviética              | Utilitário                 |                     | 41                  | |                     |
| Mil Mi-14            | União Soviética              | ASW / SAR                  |                     | 8                   | |                     |
| Mil Mi-24            | Rússia                       | Ataque                     | Mil Mi-35           | 20                  | |                     |
| Mil Mi-26            | União Soviética              | Transporte                 |                     | 4                   | |                     |
| Avião de treinamento |                              |                            |                     |                     | |                     |
| Aero L-39 Albatros   | Checoslováquia               | Ataque leve Jato de treino | L-39C               | 60                  | |                     |
| Shenyang F-5         | República Popular da China   | Jato de treino             | FT-5                | 135                 | |                     |
| Shenyang FT-2        | República Popular da China   | Jato de treino             |                     | 30                  | Produção chinesa do MiG-15UTI |                     |
| MiG-15               | União Soviética              | Jato de treino             |                     | 4                   | |                     |

## Armamentos

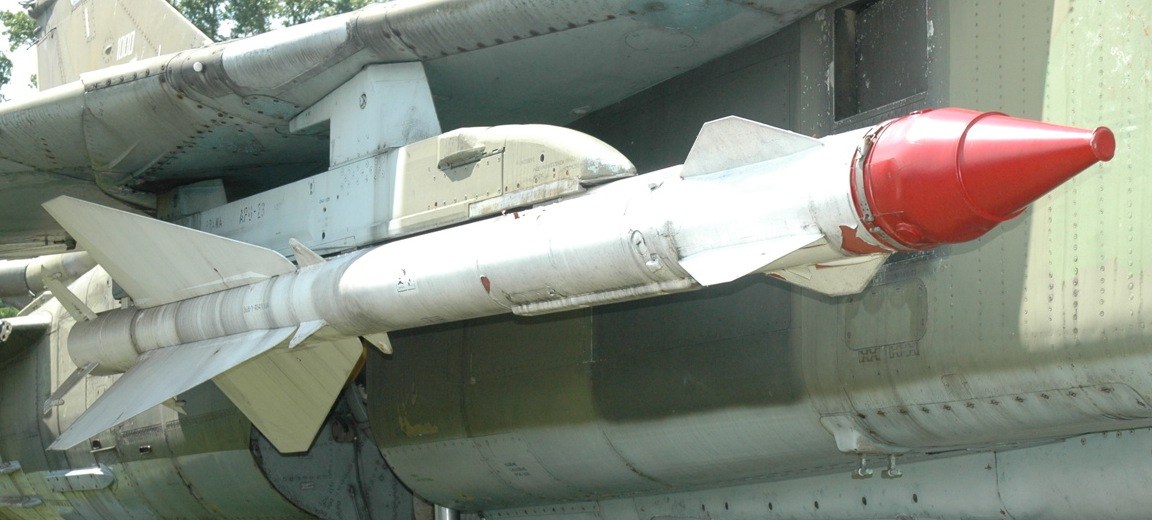
A FAEPC utiliza o míssil R-23 semelhante a este

| AA-10 | União Soviética | Míssil ar-ar | 60 mísseis de médio alcance |
| AA-8  | União Soviética | Míssil ar-ar | 190 mísseis                 |
| AA-7  | União Soviética | Míssil ar-ar | 250 mísseis                 |
| AS-10 | União Soviética | Míssil ar-ar | Variante ML                 |
| AS-14 | União Soviética | Míssil ar-ar | Variante ML                 |

## Equipamento
| Nome                       | Origem          | Tipo           | Em serviço    | Notas                                                  |     |     |
| SAM                        | SAM             | SAM            | SAM           | SAM                                                    | SAM | SAM |
| -------------------------- | --------------- | -------------- | ------------- | ------------------------------------------------------ | --- | --- |
| KN-06                      | RPDC            | Sistema SAM    | 156 sistemas  | Sistema local baseado no S-300                         |     |     |
| S-200                      | União Soviética | Sistema SAM    | 75 mísseis    |                                                        |     |     |
| S-125 Neva/Pechora         | União Soviética | Sistema SAM    | 300 mísseis   |                                                        |     |     |
| SA-7                       | União Soviética | MANPADS        | 4000 unidades |                                                        |     |     |
| SAM de curto alcance       | RPC             | Sistema SAM    |               | SAM de curto alcance baseado no sistema de mísseis Tor |     |     |
| Artilharia de defesa aérea |                 |                |               |                                                        |     |     |
| ZSU-57-2                   | União Soviética | Autopropulsado | 250           | Sistema antiaéreo autopropulsado com lagartas          |     |     |
| ZSU-23-4                   | União Soviética | Autopropulsado | 248           | Sistema antiaéreo autopropulsado com lagartas          |     |     |